# Graphorkis
Graphorkis – rodzaj roślin z rodziny storczykowatych (Orchidaceae). Obejmuje 4 gatunki występujące w Afryce w takich krajach i regionach jak: Angola, Benin, Burundi, Kamerun, Republika Środkowoafrykańska, Komory, Kongo, Demokratyczna Republika Konga, Ghana, Gabon, Gwinea Bissau, Gwinea, wyspy Zatoki Gwinejskiej, Wybrzeże Kości Słoniowej, Liberia, Madagaskar, Mauritius, Nigeria, Rwanda, Reunion, Senegal, Seszele, Sierra Leone, Tanzania, Togo, Uganda, Zambia.

## Morfologia
KwiatyKwiaty odwrócone, żółtawe z brązowym lub fioletowym zabarwieniem.

## Systematyka
Rodzaj sklasyfikowany do podplemienia Cymbidiinae w plemieniu Cymbidieae, podrodzina epidendronowe (Epidendroideae), rodzina storczykowate (Orchidaceae), rząd szparagowce (Asparagales) w obrębie roślin jednoliściennych.
Wykaz gatunków
- Graphorkis concolor (Thouars) Kuntze
- Graphorkis ecalcarata (Schltr.) Summerh.
- Graphorkis lurida (Sw.) Kuntze
- Graphorkis medemiae (Schltr.) Summerh.